# بروميد تنغستن خماسي
 بروميد تنغستن خماسي مركب كيميائي له الصيغة WBr5 ، ويكون على شكل بلورات بنية إلى سوداء .